# Promerycochoerus
Genre
Promerycochoerus est un genre fossile d’herbivores terrestres de la famille également éteinte des Merycoidodontidae, vivant en Amérique du Nord à l'Oligocène supérieur (Chattien) et au Miocène inférieur (Aquitanien), soit il y a environ entre 28,1 et 20,44 millions d'années.

## Description
Les espèces de ce genre ressemblaient à de petits hippopotames. 

## Occurrence
Au total, une cinquantaine de fossiles ont été découverts dans l'Ouest des États-Unis. 

## Liste des sous-genres et espèces
Selon Paleobiology Database (8 février 2021) :
- † sous-genre Promerycochoerus (Desmatochoerus) Thorpe, 1921
- † sous-genre Promerycochoerus (Parapromerycochoerus) Schultz & Falkenbach, 1949
- † sous-genre Promerycochoerus (Pseudopromerycochoerus) Schultz & Falkenbach, 1949
- † Promerycochoerus carrikeri Peterson, 1907
- † Promerycochoerus chelydra (Cope, 1884)
- † Promerycochoerus latidens Thorpe, 1921
- † Promerycochoerus superbus (Leidy, 1870)

## Publication originale
- (en) Earl Douglass, « New species of Merycochoerus in Montana. Part II », American Journal of Science, and Arts, New Haven, Inconnu, vol. s4-11, no 61,‎ 1er janvier 1901, p. 73-83 (ISSN 0002-9599 et 1945-452X, OCLC 5694945, DOI 10.2475/AJS.S4-11.61.73).